# Marc Baril
Marc Baril är en kanadensisk musiker och datorspelskompositör. Han har bl.a. komponerat musiken till Crash Bandicoot-serien, The Simpsons Road Rage och Scarface: The World Is Yours.
Fram till 2009 arbetade Baril som datorspelskompositör hos Radical Entertainment, då han hade arbetat där i 15 år, innan han blev frilansande kompositör.

## Diskografi
Datorspel och filmer Baril har medverkat i.

### Datorspel
- 1994 - Al Unser Jr.'s Road to the Top
- 1994 - Beavis and Butt-Head
- 1994 - Power Piggs of the Dark Age
- 1994 - Speed Racer in My Most Dangerous Adventures
- 1997 - Independence Day
- 2001 - Dark Summit
- 2001 - The Simpsons Road Rage
- 2002 - Monsters Inc. Scream Arena
- 2003 - The Simpsons Hit & Run
- 2005 - Crash Tag Team Racing - tillsammans med Spiralmouth och Michael Neilson
- 2006 - Scarface: The World Is Yours
- 2007 - Crash of the Titans
- 2008 - Crash: Mind over Mutant
- 2009 - Prototype - tillsammans med Sascha Dikiciyan och Cris Velasco
- 2010 - ModNation Racers
- 2011 - Swarm

### Film
- 2009 - Arctic Outbreak
- 2010 - Battle of the Bulbs
- 2012 - The Wishing Tree
- 2013 - Twist of Faith
- 2013 - After All These Years
- 2013 - Man tam